# Random Axe
Albums par Guilty Simpson
O. J. Simpson
(2010) The Mission EP
(2012)
Albums par Sean Price
D.I.R.T.
(2003) Mic Tyson
(2012)
Albums par Black Milk
Album of the Year
(2010) Black and Brown!
(2011)
Random Axe est un album collaboratif de Guilty Simpson, Sean Price et Black Milk, sorti le 14 juin 2011.
L'album, entièrement produit par Black Milk, a été acclamé par la critique et s'est classé 9e au Top Rap Albums, 13e au Top Independent Albums, 15e au Top R&B/Hip-Hop Albums et 83e au Billboard 200.

## Liste des titres
| No  | Titre                                                    | Contient un (des) sample(s) de                             | Durée |
| --- | -------------------------------------------------------- | ---------------------------------------------------------- | ----- |
| 1.  | Zoo Drugs                                                |                                                            | 0:49  |
| 2.  | Random Call                                              |                                                            | 4:14  |
| 3.  | Black Ops (featuring Fat Ray)                            |                                                            | 3:04  |
| 4.  | Chewbacca (featuring Roc Marciano)                       | Honeybee de The New Birth Tangram Set 1 de Tangerine Dream | 4:06  |
| 5.  | The Hex                                                  | Resolution du Mahavishnu Orchestra                         | 3:03  |
| 6.  | Understand This                                          | September 13 de Deodato                                    | 2:17  |
| 7.  | Everybody, Nobody, Somebody                              | Aranjuez d'Isao Tomita                                     | 3:32  |
| 8.  | Jahphy Joe (featuring Melanie Rutherford et Danny Brown) |                                                            | 3:43  |
| 9.  | The Karate Kid                                           |                                                            | 1:02  |
| 10. | Never Back Down                                          |                                                            | 1:50  |
| 11. | Monster Babies                                           |                                                            | 4:05  |
| 12. | Shirley C (featuring Fatt Father)                        |                                                            | 3:26  |
| 13. | Another One (featuring Rock et Trick-Trick)              |                                                            | 3:17  |
| 14. | 4 in the Box                                             |                                                            | 1:32  |
| 15. | Outro Smoutro                                            |                                                            | 1:27  |